# Оператор Перрона — Фробениуса
Оператор Перрона — Фробениуса — оператор, описывающий изменение с течением времени плотности вероятности в фазовом пространстве состояний динамической системы.
Назван в честь немецких математиков Фердинанда Фробениуса и Оскара Перрона.

## Определение
Рассмотрим ансамбль траекторий динамической системы, начальные данные для которого распределены в фазовом пространстве с некоторой плотностью вероятностей {\displaystyle P(x)}. Пусть с течением времени состояние динамической
системы в фазовом пространстве изменяется {\displaystyle x(t)=\varphi (x,t)}. При этом плотность вероятности изменяется: {\displaystyle P(x,t)=L(P(x),t)}. Оператор {\displaystyle L} называется оператором Перрона-Фробениуса.

## Примеры
- Рассмотрим отображение {\displaystyle x_{n+1}=f(x_{n})}. Пусть на {\displaystyle n}-м шаге в фазовом пространстве определена плотность вероятности {\displaystyle p_{n}(x)}. Тогда для плотности вероятности на следующем шаге получим: {\displaystyle p_{n+1}(y)=\int \delta (f(x)-y)p_{n}(x)dx=L(p_{n})}. Здесь оператор {\displaystyle L} называется оператором Перрона — Фробениуса для отображения {\displaystyle f(x)}[2]. Он является линейным несамосопряжённым оператором.